# Камуї Кобаясі
Камуї Кобаясі (яп. 小林 可夢偉, англ. Kamui Kobayashi), (нар.13 вересня 1986 року) — японський автогонщик, пілот Формули-1. Дебютував у «королівських автоперегонах» на Гран-прі Бразилії 2009 року, замінюючи травмованого Тімо Глока. Камуї Кобаясі виступав у GP2, та виграв GP2 Asia.

## Повна таблиця результатів
Жирним шрифтом позначені етапи, на яких гонщик стартував з поулу.
Курсивом позначені етапи, на яких гонщик мав найшвидше коло.
| Рік  | Команда | Шасі         | Двигун               | 1        | 2        | 3        | 4        | 5      | 6        | 7      | 8        | 9        | 10    | 11     | 12     | 13       | 14       | 15       | 16       | 17       | 18     | 19     | 20    | Місце в чемпіонаті | Очки в чемпіонаті |
| ---- | ------- | ------------ | -------------------- | -------- | -------- | -------- | -------- | ------ | -------- | ------ | -------- | -------- | ----- | ------ | ------ | -------- | -------- | -------- | -------- | -------- | ------ | ------ | ----- | ------------------ | ----------------- |
| 2009 | Тойота  | Toyota TF109 | Toyota RVX-09 2.4 V8 |          |          |          |          |        |          |        |          |          |       |        |        |          |          | ЯПО тест | БРА 9    | АБУ 6    |        |        |       | 18                 | 3                 |
| 2010 | Заубер  | Sauber C29   | Ferrari 056 2.4 V8   | БХР Схід | АВС Схід | МАЛ Схід | КИТ Схід | ІСП 12 | МОН Схід | ТУР 10 | КАН Схід | ЄВР 7    | ВЕЛ 6 | НІМ 11 | УГО 9  | БЕЛ 8    | ІТА Схід | СІН Схід | ЯПО 7    | КОР 8    | БРА 10 | АБУ 14 |       | 12                 | 32                |
| 2011 | Заубер  | Sauber C30   | Ferrari 056 2.4 V8   | АВС ДСК  | МАЛ 7    | КИТ 10   | ТУР 10   | ІСП 10 | МОН 5    | КАН 7  | ЄВР 16   | ВЕЛ Схід | НІМ 9 | УГО 11 | БЕЛ 12 | ІТА Схід | СІН 14   | ЯПО 13   | КОР 15   | ІНД Схід | АБУ 10 | БРА 9  |       | 12                 | 30                |
| 2012 | Заубер  | Sauber C31   | Ferrari 056 2.4 V8   | АВС 6    | МАЛ Схід | КИТ 10   | БХР 13   | ІСП 5  | МОН Схід | КАН 9  | ЄВР Схід | ВЕЛ 11   | НІМ 4 | УГО 18 | БЕЛ 13 | ІТА 9    | СІН 13   | ЯПО 3    | КОР Схід | ІНД 14   | АБУ 6  | СПО 14 | БРА 9 | 12                 | 60                |

‡ Зараховано половину очок через те, що перегони склали менше, ніж 75% запланованої дистанції.
* Сезон триває.